# 林明人
林　明人（はやし あきと、1956年 - ）は、日本の医師・医学博士。

## 経歴
鹿児島県国分市（現・霧島市）生まれ。鶴丸高校から順天堂大学に進む。米国ウィスコンシン州立大学准教授、筑波大学講師を経て、順天堂大学医学部教授。専門はリハビリテーション医学（順天堂大学浦安病院教授）、脳神経内科（順天堂医院教授併任）。日本運動障害研究会会長。学生時代に全日本医科学生剣道大会団体優勝。医師となり全日本医師剣道大会団体優勝。全剣連強化訓練帯同医師。茨城国体大将の部強化選手。 つくば市自燈剣道スポーツ少年団指導者。順天堂大学剣道部OBOG会長。全日本医師剣道連盟事務局長。